# Distrito de Winterthur
Winterthur é um distrito da Suíça, localizado no cantão de Zurique. Tem 251,25 km² de área e sua população em 2019 foi estimada em 171.551 habitantes. Sua sede é a comuna de Winterthur.

## Comunas
Winterthur está composto por um total de 19 comunas:
| Brasão              | Comuna              | População (31 de dezembro de 2019) | Área, km² |
| ------------------- | ------------------- | ---------------------------------- | --------- |
| Altikon             | Altikon             | 698                                | 7.68      |
| Brütten             | Brütten             | 2.067                              | 6.67      |
| Dägerlen            | Dägerlen            | 1.037                              | 7.90      |
| Dättlikon           | Dättlikon           | 776                                | 2.87      |
| Dinhard             | Dinhard             | 1.684                              | 7.15      |
| Elgg                | Elgg                | 4.942                              | 15.53     |
| Ellikon an der Thur | Ellikon an der Thur | 901                                | 4.92      |
| Elsau               | Elsau               | 3.647                              | 8.06      |
| Hagenbuch           | Hagenbuch           | 1.085                              | 8.17      |
| Hettlingen          | Hettlingen          | 3.169                              | 5.87      |
| Neftenbach          | Neftenbach          | 5.718                              | 14.95     |
| Pfungen             | Pfungen             | 3.900                              | 4.99      |
| Rickenbach          | Rickenbach          | 2.749                              | 6.03      |
| Schlatt             | Schlatt             | 789                                | 9.03      |
| Seuzach             | Seuzach             | 7.440                              | 7.56      |
| Turbenthal          | Turbenthal          | 4.883                              | 25.07     |
| Wiesendangen        | Wiesendangen        | 6.594                              | 19.16     |
| Winterthour         | Winterthur          | 113.173                            | 67.93     |
| Zell (Zurich)       | Zell                | 6.299                              | 12.70     |
| Total               |                     | 171.551                            | 251.25    |